# Myzus lactucicola
Myzus lactucicola är en insektsart. Myzus lactucicola ingår i släktet Myzus och familjen långrörsbladlöss. Inga underarter finns listade i Catalogue of Life.